# Vachendorf
Vachendorf è un comune tedesco di 1 821 abitanti, situato nel land della Baviera.